# Lijst van burgemeesters van Haastrecht
Dit is een lijst van burgemeesters van de voormalige Nederlandse gemeente Haastrecht (provincie Zuid-Holland). De gemeente Haastrecht is per 1 januari 1985 met de gemeenten Stolwijk en Vlist samengevoegd tot de nieuwe gemeente Vlist.
| Ambtsperiode | Naam burgemeester                                    | Partij of stroming | Bijzonderheden                                                                           |
| ------------ | ---------------------------------------------------- | ------------------ | ---------------------------------------------------------------------------------------- |
| 1812 - 1825  | Salomon Reijnders Bisdom van Vliet                   |                    | maire, schout en burgemeester, tevens heer van Vliet                                     |
| 1825 - 1831  | Johan Christiaan Muller                              |                    |                                                                                          |
| 1831 - 1877  | Marcellus Bisdom van Vliet                           |                    | tevens heer van Vliet en vanaf 1852 tevens burgemeester van Vlist                        |
| 1878 - 1881  | Johan Jacob le Fèvre de Montigny                     |                    | tevens burgemeester van Vlist                                                            |
| 1881 - 1892  | Dirk Adrianus Dupper Azn.                            |                    | tevens burgemeester van Vlist                                                            |
| 1892 - 1902  | mr. J. Th. C. Viruly                                 |                    | tevens burgemeester van Vlist                                                            |
| 1902 - 1906  | mr. Antonie Eduard Schouten                          |                    | tevens burgemeester van Vlist                                                            |
| 1907 - 1942  | Gustaaf Vincent Willem baron van Hemert tot Dingshof |                    | tevens burgemeester van Vlist en vanaf 1924 ook van Stolwijk                             |
| 1942 - 1961  | mr. Leo (L.C.A.) Lepelaars                           | partijloos         | tevens burgemeester van Stolwijk en Vlist, later burgemeester van Krimpen aan den IJssel |
| 1961 - 1970  | Jan Willem Wegstapel                                 | VVD                | tevens burgemeester van Stolwijk en Vlist                                                |
| 1970 - 1974  | Lolke (L.) Cnossen                                   | CHU                | tevens burgemeester van Stolwijk en Vlist                                                |
| 1975 - 1982  | Kees (C.M.) van der Linden                           | CHU / CDA          | tevens burgemeester van Stolwijk en Vlist                                                |
| 1982 - 1985  | J.H. Vijgeboom                                       | PvdA               | waarnemend; tevens waarnemend burgemeester van Vlist                                     |